# Museo Bagha
Museo Bagha en bengalí: বাঘা জাদুঘর) es un museo en Bagha, en el distrito de Rajshahi en Bangladés. Se estableció en julio de 2012 y se abrió al público el 7 de mayo de 2015. El museo resguarda miles de años de antigüedades y arquitectura musulmana.

## Historia
Este museo es mantenido por el Departamento de Arqueología de Bangladés. Aunque la construcción se completó en julio de 2012, el museo se abrió al público el 7 de mayo de 2015.

## Calendario
En verano abre de 10 a 18 horas. En invierno, abre de 9 a 17 horas. Los viernes está cerrado de 12:30 a 3:30 para las oraciones de Jumma. El domingo es festivo y los lunes están abiertos a partir de las 14 h. El museo también está abierto en días especiales del gobierno.

## Precio de los boletos
Hay un mostrador de boletos al lado de la puerta del museo. Los boletos cuestan 15 taka por persona, sin embargo, no se requieren boletos para ningún niño menor de cinco años. La tarifa de entrada para niños y adolescentes de nivel secundario es de 5 taka. Los boletos cuestan 50 taka para los visitantes extranjeros de la SAARC y 200 taka para otros visitantes extranjeros.